# Destiny 2
Destiny 2 (znana również jako Destiny 2: New Light oraz jako Destiny: Guardians w Korei Południowej) – komputerowa gra akcji z gatunku strzelanki pierwszoosobowej, wyprodukowana oraz pierwotnie wydawana przez Activision. Swoją oficjalną premierę miała 6 września 2017 na konsolach gier wideo ósmej generacji, a później także 24 października 2017 na platformę PC (Microsoft Windows), 19 listopada 2019 na usługę grania w chmurze Google Stadia oraz 8 grudnia 2020 na konsole gier wideo dziewiątej generacji. Gra początkowo była dystrybuowana jako sprzedawany produkt, a od 1 października 2019 jest wydawana na modelu free-to-play. Destiny 2 stanowi sequel dla gry Destiny, wydanej w 2014 roku.

## Fabuła
Niedługo po wydarzeniach z pierwszej części gry, ostatni bastion ludzkości zamieszkujący Ostatnie Miasto na Ziemi odkrywa w kosmosie tajemniczy byt, który zostaje nazwany Wędrowcem. Wraz z pozyskaniem Światłości – siły parakauzalnej pozyskanej od Wędrowca, znacznie przyspiesza postęp i rozwój ostałej cywilizacji ludzkiej, których okres trwania zostaje nazwany Złotym Wiekiem. Epoka ta kończy się z nadejściem przeciwstawnej siły nazwanej Ciemnością, której dzierżcy przeprowadzają inwazję na ludzi.
Dominus Ghaul, samozwańczy władca rasy olbrzymich nosorożców, nazwanych Kombinatem postanawia pozbawić Strażników swojej mocy oraz zniewolić Wędrowca i przejąć emanowaną przez niego Światłość wyłącznie dla niego. Strażnicy przy współpracy z frakcją Straży Przedniej wyruszają do nowych miejsc w Układzie Słonecznym, by pokrzyżować jego plany.

### Klątwa Ozyrysa
Ozyrys – były dowódca Straży Przedniej – zostaje wygnany z Ostatniego Miasta z powodu obsesji na punkcie prawdawnej cyberorganicznej rasy Weksów. Na wygnaniu osiadł się na planecie Merkury, gdzie kontynuował prowadzenie badań nad technologią Weksów, którą chcą wykorzystać do zdominowania całego życia obecnego kosmosie wraz ze Światłością i Ciemnością. Ozyrys wzywa Strażnika do pomocy, by powstrzymać Weksów przed zniszczeniem wszelkiego życia we Wszechświecie.

### StrategOS
Anastasia Bray, od dawna zaginiona Strażniczka poświęca większość swojego życia nad prowadzeniem badań nad militarną sztuczną inteligencją nazwaną Rasputin i ukrytą w czapach polarnych znajdujących się na Marsie. Kiedy wojenne satelity Ostatniego Miasta zaczynają uderzać w lodowce, te zaczynają topnieć, uwalniając rdzeń Rasputina oraz jego armię zwaną Rojem, nastawione na sianie zniszczenia. Ana zwraca się do Strażnika z prośbą o pomoc w zatrzymaniu rozprzestrzeniania się destrukcji zapoczątkowanej stopnieniem lodowców.

### Porzuceni
Książę Uldren uwalnia z wiezięnia ulokowanego na krańcu Układu Słonecznego grupę groźnych złoczyńców zwanych Baronami, którzy mają mu pomóc w poprowadzeniu swojej nowej armii Upadłych. Mimo rozkazu odwrotu wydanego przez Straż Przednią, Strażnicy decydują się na pokrzyżowanie planów księcia Uldrena.

### Twierdza cieni
Strażniczka Eris Morn dociera na Księżyc, gdzie zaczyna prowadzić badania, by uzyskać informacje na temat Roju – starożytnej rasy powiązanej z Ciemnością. Podczas odkryć uwalnia moc, nad którą nie jest w stanie zapanować. By powstrzymać eskalację zniszczenia, prosi innych Strażników o pomoc.

### Poza Światłem
Nad zamarzniętą powierzchnią księżyca Jowisza, Europą, liderka Upadłych zaczyna budować swoje imperium, by z pomocą Ciemności unicestwić Strażników oraz Ostatnie Miasto. Variks, wspierający niegdyś Upadłych, informuje Strażników o nowym zagrożeniu i konieczności jego powstrzymania.

### Królowa-Wiedźma
Savathûn – siostra Oryxa – odkrywa metodę na ujarzmienie Światłości, dzięki czemu żołnierze rządzonego przez nią Roju znacznie zyskują na sile. Strażnicy wyruszają do świata tronowego Królowej-Wiedźmy, aby odkryć sposób opanowania tej siły oraz przywrócić równowagę mocy.

### Upadek Światła
Miasto Neomuna przetrwało Upadek oraz inwazję Czarnej Floty pod pieczą Legionu Cienia w Układzie Słonecznym. Mieszkańcy pozbawieni Światła wyszkolili żołnierzy-ochotników wśród ludzi, formując obronną organizację Kroczących Wśród Chmur. Strażnicy wyruszają do miasta na planecie Neptun, by powstrzymać nowe i nieznane zagrożenie.

## Rozgrywka
Destiny 2 zostało zaprojektowane w bardzo podobny sposób, co swój poprzednik. Gra stanowi pierwszoosobową strzelankę z elementami MMO w otwartym świecie. W porównaniu z pierwszą częścią serii, gracze zyskują możliwość swobodniejszego dobierania innych graczy do współpracy nad aktywnościami wykonywanymi w grze. Podobnie jak w pierwszej części, gra dzieli rozgrywkę na aktywności typu gracz kontra środowisko oraz gracz kontra gracz.
Gracz wciela się w utworzoną przez niego postać Strażnika o jednej spośród trzech profesji, wyróżniających się przewagą w innych atrybutach: Tytan, Łowca oraz Czarownik. Ponadto każda z klas postaci ma inny zestaw umiejętności, które gracz może używać w konfrontacji z przeciwnikami oraz podklas, umożliwiających ich dostosowanie do stylu gry. Rozwój postaci oparty jest na współczynniku nazwanym Mocą, którego wartość może być powiększana przez używane elementy ekwipunku z coraz lepszymi statystykami, które gracz może zakupić lub zdobyć w miarę postępów w rozgrywce. Płeć, kolor skóry oraz gatunek postaci może być przez gracza dostosowana na etapie jej tworzenia. Ponadto każdy gracz ma możliwość utworzenia maksymalnie trzech postaci, których profesje mogą się powtarzać.
Podobnie jak w pierwowzorze, gracze Destiny 2 biorą udział w zadaniach zleconych przez bohaterów niezależnych, aby osiągać postępy w linii fabularnej gry. Mogą także uczestniczyć w różnych aktywnościach pobocznych, zarówno w trybie gracz kontra środowisko (jak m.in. zdarzenia publiczne oparte na współpracy, szturmy, najazdy czy szukanie utraconych sektorów), jak i w trybie gracz kontra gracz (drużynowe aktywności, jak m.in. kontrola terenu czy drużynowy deathmatch).

## Produkcja i wydanie

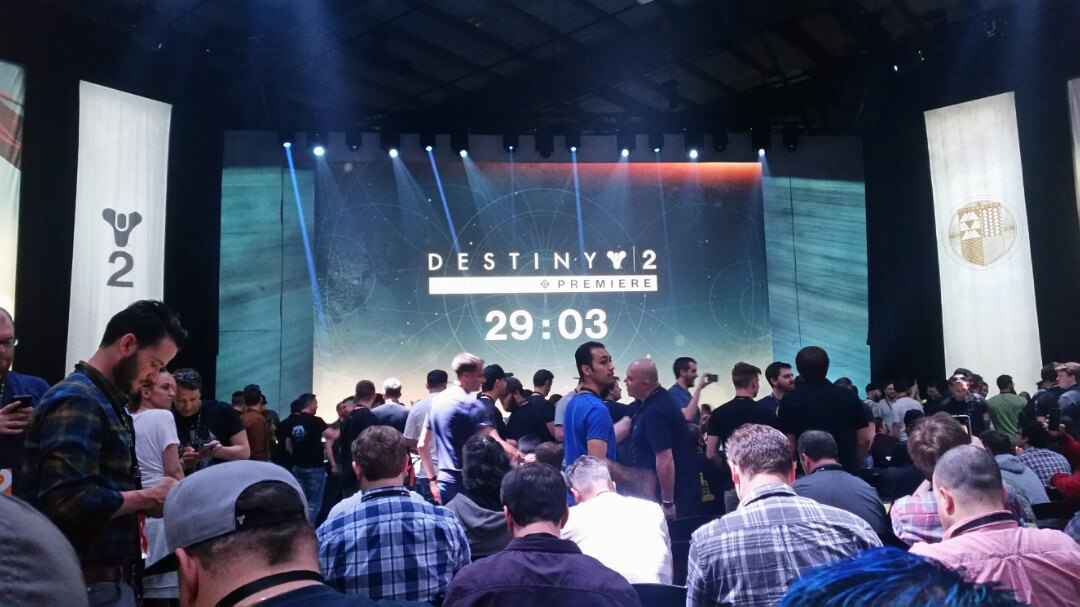
Prezentacja gry na pokazie studia Bungie na żywo 18 maja 2017 w Jet Center (Hawthorne, Kalifornia)

Pierwsze informacje o produkcji sequelu dla gry Destiny pojawiły się jeszcze w listopadzie 2014 roku. Dwa miesiące po premierze gry prezes Activision oświadczył, że „rozpoczęły się prace nad rozszerzeniami do gry oraz nad kolejnym pełnoprawnym tytułem”. Opierając się na planach wydawniczych związanych z pierwszą częścią z serii, przedsiębiorstwa Bungie i Activision zamierzały przed 2019 rokiem wydawać co dwa lata kolejne sequele dla pierwszej części z serii oraz rozszerzenia dla nowo powstałych gier.
Pierwszym zaplanowanym terminem wydania Destiny 2 był wrzesień 2016. 11 lutego 2016 spółka Bungie poinformowała o przesunięciu terminu premiery na bliżej nieokreślony w 2017 roku. W tym samym miesiącu do zespołów pracujących nad produkcją gry dołączył scenarzysta Christopher Schlerf, znany wcześniej ze współpracy nad grami Halo 4 oraz Mass Effect: Andromeda. 30 marca 2017 producent potwierdził, że gra zostanie wydana również na komputery osobiste z systemami z rodziny Microsoft Windows.
Wersja gry na komputery osobiste wprowadziła obsługę natywnej rozdzielczości 4K, brak ograniczeń w klatkażu, czat tekstowy, modyfikowalną wartość pola widzenia oraz obsługę formatu obrazu 21:9. Gra w wersji na systemy operacyjne z rodziny Microsoft Windows początkowo dystrybuowana była wyłącznie za pośrednictwem platformy Battle.net.
Ścieżka dźwiękowa do Destiny 2 została skomponowana przez Michaela Salvatori, Skye Lewina oraz C. Paul Johnsona. Rzeczeni kompozytorzy oświadczyli, że tworząc ścieżkę dźwiękową do gry starali się „odzwierciedlić ponurego ducha cywilizacji stojącej w obliczu wielkiej tragedii”, a także „wzbudzić odwagę w sercach «sterowalnych» bohaterów, kiedy wszyscy jednoczą siły w walce o odzyskanie tego, co im najdroższe”.

### Zawartość wydana po premierze
Przedsiębiorstwo Bungie jeszcze przed premierą gry ujawniło, że rozpoczęła prace nad dodatkową zawartością do gry, która ma być wydana po jej premierze w postaci zawartości do pobrania. Twórcy oświadczyli, że ich planem jest szybsze dostarczenie dodatkowej zawartości do gry w porównaniu z szybkością procesu tworzenia jej podstawowej części, która została poddana krytyce z powodu niezadowalającej – zdaniem krytyków – ilości nowych treści. Przed premierą gry Bungie zapowiedziało także, że gracze zyskają możliwość zakupienia przepustki sezonowej, zapewniającej dostęp do pierwszych dwóch rozszerzeń do gry.
Niedługo po premierze gry, w Destiny 2 pojawiła się funkcjonalność związana ze zrzeszeniami zwanymi klanami. Natomiast w kolejnych tygodniach od premiery pojawiała się nowa zawartość jak gry z przewodnikiem, nowe rodzaje przeciwników i aktywności z nimi związane, nowe aktywności typu gracz kontra gracz czy prestiżowe najazdy.
W grze pojawiło się łącznie 7 rozszerzeń do gry:
- Klątwa Ozyrysa – rozszerzenie wydane 5 grudnia 2017, skupiające się na postaci Ozyrysa znanej z pierwszej części z serii. Dodatek umożliwia graczom eksplorację odpowiednika planety Merkury oraz podnosi limity poziomu doświadczenia oraz mocy Strażników sterowanych przez graczy[40].
- StrategOS – dodatek opowiada o sztucznej inteligencji nazwanej Rasputin jako wybitnym dziele inżynierów oraz naukowców, której celem jest przewidywanie zagrożeń dla cywilizacji ludzkiej i odpowiednio zarządać zasobami militarnymi celem zniwelowania tych zagrożeń. Ponadto wprowadza nową lokację, stanowiącą odpowiednik planety Mars oraz progresywne systemy rankingowe trybu gracz kontra gracz. Premiera dodatku odbyła się 8 maja 2018[32].
- Porzuceni – rozszerzenie inspirowane dodatkiem The Taken King z pierwszej części z serii. Wprowadza nową linię fabularną, nową aktywność łączącą tryby gracz kontra gracz i gracz kontra środowisko, oraz wprowadza nowy rodzaj broni: łuk. Premiera rozszerzenia miała miejsce 4 września 2018[41].
- Twierdza Cieni – dodatek o zawartości zbliżej do poprzednio wydanego rozszerzenia, wykorzystując jego elementy w aktywnościach związanych z nową linią fabularną. Dodaje do gry wątek fabularny oraz postać Eris Morn, znanej z pierwszej części z serii, ponadto dodaje odświeżoną lokację odpowiednika Księżyca, zapożyczoną z pierwowzoru Destiny 2[42]. Dodatek miał swoją premierę 1 października 2019, a gra wraz z jego wydaniem przeszła na model free-to-play[43].
- Poza Światłem – rozszerzenie wprowadza nową mapę, będącą odpowiednikiem księżyca Jowisza, Europę oraz przywraca obszar Kosmodromu z pierwszej części serii. Dodatek umożliwia graczom naukę nowych umiejętności żywiołów, które wykorzystywane są w nowym wątku fabularnym. Dodatek przywraca do gry postacie takie jak Exo Stranger oraz Variks Lojalny, znane z pierwowzoru gry. Rozszerzenie miało premierę 10 listopada 2020 oraz wraz ze swoją premierą wprowadziło do gry możliwość prowadzenia rozgrywki międzyplatformowej[44][45].
- Królowa-Wiedźma – wprowadza nową linię fabularną skupioną na nowej postaci Savathûn – tytułowej Królowej Wiedźmy. Ponadto rozszerza funkcjonalność w grze o możliwość wytwarzania broni oraz modyfikowania jej. Dodatek miał swoją premierę 22 lutego 2022[46].
- Upadek Światła – rozszerza zawartość gry o cyberpunkowe miasto Neomuna umiejscowione na Neptunie, a także o wcześniej usuniętą zawartość gry, jak np. lochy czy rajdy. Premiera dodatku odbyła się 28 lutego 2023[18].

Bungie ma w planach wydanie kolejnego rozszerzenia zatytułowanego The Final Shape, które ma być ostatnim dodatkiem w Sadze Światła i Ciemności (The Light and Darkness Saga). Premierę zaplanowano na 27 lutego 2024.

## Odbiór
Gra uzyskała ogólnie pochlebne opinie w agregatorze opinii Metacritic. Niektórzy recenzenci określali grę wymyślonym tytułem „Destiny 1.5”, zauważając wiele podobieństw do pierwszej części z serii, ale chwaląc ulepszenia względem Destiny, które pojawiły się w sequelu.

### Nagrody
Destiny 2 zostało wyróżnione w kategorii „Najlepsza gra na komputery osobiste” na ceremonii Game Critics Awards w 2017 roku. Na gali The Game Awards 2017 gra została nominowana w sześciu kategoriach: „Najlepsza grafika”, „Najlepsza muzyka”, „Najlepszy dźwięk”, „Najlepsza gra w czasie rzeczywistym”, „Najlepsza gra akcji” oraz „Najlepsza gra multiplayer”. Redakcja magazynu Entertainment Weekly umieściła grę na szóstym miejscu listy „Best Games of 2017”, redakcja GamesRadar+ umieściła ją na siódmym miejscu swojej listy „25 Best Games of 2017”, redakcja serwisu Eurogamer umieściła grę na siódmym miejscu na liście „Top 50 Games of 2017”, serwis Polygon na dwunastym miejscu listy pięćdziesięciu najlepszych gier komputerowych 2017 roku, a serwis The Verge wyliczył ją w podsumowaniu „15 Best Games of 2017”.
Gra ponadto została nominowana w kategorii „Najlepsza gra na komputery osobiste” na galach nagród serwisów IGN oraz Destructoid w 2017 roku.
| Rok  | Nagroda                                     | Kategoria                                                                 | Wynik     | Źródło         |
| ---- | ------------------------------------------- | ------------------------------------------------------------------------- | --------- | -------------- |
| 2017 | Game Critics Awards 2017                    | Best PC Game                                                              | wygrana   | [ 53 ]         |
| 2017 | Game Critics Awards 2017                    | Best Action Game                                                          | nominacja | [ 53 ]         |
| 2017 | Game Critics Awards 2017                    | Best Online Multiplayer                                                   | nominacja | [ 53 ]         |
| 2017 | Gamescom 2017                               | Best Console Game (PlayStation 4)                                         | nominacja | [ 61 ] [ 62 ]  |
| 2017 | Gamescom 2017                               | Best PC Game                                                              | nominacja | [ 61 ] [ 62 ]  |
| 2017 | Gamescom 2017                               | Best Action Game                                                          | nominacja | [ 61 ] [ 62 ]  |
| 2017 | Gamescom 2017                               | Best Social/Online Game                                                   | wygrana   | [ 61 ] [ 62 ]  |
| 2017 | Gamescom 2017                               | Best Multiplayer Game                                                     | wygrana   | [ 61 ] [ 62 ]  |
| 2017 | Ping Awards                                 | Best International Game                                                   | nominacja | [ 63 ]         |
| 2017 | Golden Joystick Awards 2017                 | Best Audio                                                                | nominacja | [ 64 ]         |
| 2017 | Golden Joystick Awards 2017                 | Best Gaming Performance (Nathan Fillion)                                  | nominacja | [ 64 ]         |
| 2017 | Golden Joystick Awards 2017                 | Best Multiplayer Game                                                     | nominacja | [ 64 ]         |
| 2017 | Golden Joystick Awards 2017                 | Ultimate Game of the Year                                                 | nominacja | [ 64 ]         |
| 2017 | The Game Awards 2017                        | Best Art Direction                                                        | nominacja | [ 65 ]         |
| 2017 | The Game Awards 2017                        | Best Score/Music                                                          | nominacja | [ 65 ]         |
| 2017 | The Game Awards 2017                        | Best Audio Design                                                         | nominacja | [ 65 ]         |
| 2017 | The Game Awards 2017                        | Best Ongoing Game                                                         | nominacja | [ 65 ]         |
| 2017 | The Game Awards 2017                        | Best Action Game                                                          | nominacja | [ 65 ]         |
| 2017 | The Game Awards 2017                        | Best Multiplayer                                                          | nominacja | [ 65 ]         |
| 2017 | Titanium Awards                             | Best Action Game                                                          | nominacja | [ 66 ]         |
| 2018 | New York Game Awards 2018                   | Herman Melville Award for Best Writing                                    | nominacja | [ 67 ]         |
| 2018 | New York Game Awards 2018                   | Tin Pan Alley Award for Best Music in a Game                              | nominacja | [ 67 ]         |
| 2018 | New York Game Awards 2018                   | Statue of Liberty Award for Best World                                    | nominacja | [ 67 ]         |
| 2018 | 16th Visual Effects Society Awards          | Outstanding Compositing in a Photoreal Commercial (New Legends Will Rise) | nominacja | [ 68 ]         |
| 2018 | 21st Annual D.I.C.E. Awards                 | Outstanding Achievement in Sound Design                                   | nominacja | [ 69 ]         |
| 2018 | 21st Annual D.I.C.E. Awards                 | Action Game of the Year                                                   | nominacja | [ 69 ]         |
| 2018 | 21st Annual D.I.C.E. Awards                 | Outstanding Achievement in Online Gameplay                                | nominacja | [ 69 ]         |
| 2018 | NAVGTR Awards                               | Art Direction, Fantasy                                                    | nominacja | [ 70 ] [ 71 ]  |
| 2018 | NAVGTR Awards                               | Game, Franchise Action                                                    | nominacja | [ 70 ] [ 71 ]  |
| 2018 | NAVGTR Awards                               | Graphics, Technical                                                       | nominacja | [ 70 ] [ 71 ]  |
| 2018 | NAVGTR Awards                               | Original Dramatic Score, Franchise                                        | nominacja | [ 70 ] [ 71 ]  |
| 2018 | NAVGTR Awards                               | Performance in a Drama, Lead (Nathan Fillion)                             | nominacja | [ 70 ] [ 71 ]  |
| 2018 | NAVGTR Awards                               | Use of Sound, Franchise                                                   | nominacja | [ 70 ] [ 71 ]  |
| 2018 | Italian Video Game Awards 2018              | People’s Choice                                                           | nominacja | [ 72 ]         |
| 2018 | Italian Video Game Awards 2018              | Best Audio                                                                | nominacja | [ 72 ]         |
| 2018 | Italian Video Game Awards 2018              | Best Evolving Game (Curse of Osiris)                                      | nominacja | [ 72 ]         |
| 2018 | SXSW Gaming Awards 2018                     | Excellence in Multiplayer                                                 | nominacja | [ 73 ] [ 74 ]  |
| 2018 | Game Developers Choice Awards               | Best Technology                                                           | nominacja | [ 75 ] [ 76 ]  |
| 2018 | 16th Annual Game Audio Network Guild Awards | Best Interactive Score                                                    | nominacja | [ 77 ]         |
| 2018 | 16th Annual Game Audio Network Guild Awards | Best Dialogue                                                             | nominacja | [ 77 ]         |
| 2018 | 16th Annual Game Audio Network Guild Awards | Best Audio Mix                                                            | nominacja | [ 77 ]         |
| 2018 | 16th Annual Game Audio Network Guild Awards | Best Original Choral Composition („Last Rite”)                            | nominacja | [ 77 ]         |
| 2018 | 14th British Academy Games Awards           | Audio Achievement                                                         | nominacja | [ 78 ] [ 79 ]  |
| 2018 | ASCAP Composers’ Choice Awards 2018         | 2017 ASCAP Video Game Score of the Year                                   | nominacja | [ 80 ] [ 81 ]  |
| 2018 | Game Critics Awards 2018                    | Best Online Multiplayer (Forsaken)                                        | nominacja | [ 82 ] [ 83 ]  |
| 2018 | Game Critics Awards 2018                    | Best Ongoing Game (Forsaken)                                              | nominacja | [ 82 ] [ 83 ]  |
| 2018 | Gamescom 2018                               | Best Add-on/DLC (Forsaken)                                                | wygrana   | [ 84 ] [ 85 ]  |
| 2018 | Golden Joystick Awards 2018                 | Still Playing Award                                                       | nominacja | [ 86 ] [ 87 ]  |
| 2018 | The Game Awards 2018                        | Best Ongoing Game                                                         | nominacja | [ 88 ] [ 89 ]  |
| 2018 | The Game Awards 2018                        | Best Action Game (Forsaken)                                               | nominacja | [ 88 ] [ 89 ]  |
| 2018 | The Game Awards 2018                        | Best Multiplayer Game (Forsaken)                                          | nominacja | [ 88 ] [ 89 ]  |
| 2018 | Gamers’ Choice Awards                       | Fan Favorite Multiplayer Game (Forsaken)                                  | nominacja | [ 90 ]         |
| 2018 | Gamers’ Choice Awards                       | Fan Favorite Shooter Game (Forsaken)                                      | nominacja | [ 90 ]         |
| 2019 | 22nd Annual D.I.C.E. Awards                 | Action Game of the Year (Forsaken)                                        | nominacja | [ 91 ]         |
| 2019 | 22nd Annual D.I.C.E. Awards                 | Online Game of the Year (Forsaken)                                        | nominacja | [ 91 ]         |
| 2019 | SXSW Gaming Awards 2019                     | Excellence in Multiplayer (Forsaken)                                      | nominacja | [ 92 ]         |
| 2019 | SXSW Gaming Awards 2019                     | Most Evolved Game (Forsaken)                                              | nominacja | [ 92 ]         |
| 2019 | 17th Annual Game Audio Network Guild Awards | Best Original Choral Composition (Forsaken; „Keep of Voices”)             | nominacja | [ 93 ]         |
| 2019 | 15th British Academy Games Awards           | Evolving Game (Forsaken)                                                  | nominacja | [ 94 ]         |
| 2019 | Italian Video Game Awards 2019              | Best Evolving Game (Forsaken)                                             | nominacja | [ 95 ]         |
| 2019 | ASCAP Composers’ Choice Awards 2019         | 2018 ASCAP Video Game Score of the Year (Forsaken)                        | nominacja | [ 96 ]         |
| 2019 | Game Critics Awards 2019                    | Best Ongoing Game                                                         | wygrana   | [ 97 ]         |
| 2019 | Golden Joystick Awards 2019                 | Best Game Expansion (Shadowkeep)                                          | nominacja | [ 98 ]         |
| 2019 | Golden Joystick Awards 2019                 | Still Playing                                                             | nominacja | [ 98 ]         |
| 2019 | The Game Awards 2019                        | Best Ongoing Game                                                         | nominacja | [ 99 ] [ 100 ] |
| 2019 | The Game Awards 2019                        | Best Community Support                                                    | wygrana   | [ 99 ] [ 100 ] |
| 2020 | 23rd Annual D.I.C.E. Awards                 | Outstanding Achievement in Online Gameplay (Shadowkeep)                   | nominacja | [ 101 ]        |
| 2020 | 16th British Academy Games Awards           | Evolving Game                                                             | nominacja | [ 102 ]        |
| 2020 | 18th Annual Game Audio Network Guild Awards | Best Cinematic Cutscene Audio (Shadowkeep)                                | nominacja | [ 103 ]        |
| 2020 | ASCAP Composers’ Choice Awards 2020         | 2019 ASCAP Video Game Score of the Year (Shadowkeep)                      | nominacja | [ 104 ]        |
| 2020 | The Game Awards 2020                        | Best Ongoing Game                                                         | nominacja | [ 105 ]        |
| 2020 | The Game Awards 2020                        | Best Community Support                                                    | nominacja | [ 105 ]        |
| 2021 | Golden Joystick Awards 2021                 | Best Game Community                                                       | nominacja | [ 106 ]        |
| 2021 | Golden Joystick Awards 2021                 | Still Playing Award                                                       | nominacja | [ 106 ]        |
| 2021 | The Game Awards 2021                        | Best Community Support (Beyond Light)                                     | nominacja | [ 107 ]        |